# Yara Birkeland
De Yara Birkeland is een autonoom containerschip van het Noorse kunstmestbedrijf Yara International, dat in 2020 in aanbouw was bij de Noorse scheepsbouwer Vard. Sinds 2022 is het schip in commercieel gebruik met een beperkte bemanning aan boord. Door continue testen gedurende twee jaar moet het schip vanaf 2024 zonder bemanning kunnen varen. Het zal het eerste volledig autonome schip ter wereld zijn. Zowel alle operaties in de laadhaven, tijdens de reis en in de loshaven zullen automatisch gebeuren.

## Bouw en ontwikkeling
De Yara Birkeland is 79,7 meter lang, 14,8 meter breed en heeft een diepte van 10,8 meter. De diepgang van het schip op zijn zomerlaadmerk is 6 meter. Het wordt voortgestuwd door elektrische motoren die twee roerpropellers en twee boegschroeven aandrijven. Vier ruimtes in het schip met batterijen van het Zwitsers bedrijf LeClanchè met een capaciteit van 6,7 MWh voorzien de elektrische motoren van stroom. Hierdoor heeft het schip een optimale snelheid van 6 knopen (11 km/h) en een maximumsnelheid van 15 knopen (28 km/h). De laadcapaciteit is 3.200 ton. Het schip heeft een capaciteit hebben van 120 TEU, dit wil zeggen 120 standaard 20-voet containers. Voor de bouw van het schip heeft de Noorse overheid een subsidie gegeven van 133,6 miljoen Noorse Kronen, ongeveer 13,7 miljoen euro. Dit is ongeveer een derde van de totale kosten van het schip.
Yara Birkeland is genoemd naar zijn eigenaars, Yara International en naar de Noorse wetenschapper Kristian Birkeland. In mei 2017 werd het project voor het schip opgestart in samenwerking met de maritieme technologiegroep Kongsberg. In 2020 werd het containerschip gefabriceerd door scheepsbouwer Vard. De totale kostprijs van het schip is 25 miljoen dollar. Het ontwerp is gemaakt door Marin Teknikk en al de navigatieapparatuur en sensoren werden geleverd door Kongsberg. Het schip werd operationeel in 2022 na vertragingen door technische complicaties en de coronapandemie. Tijdens de testfase wordt het schip gebruikt als een gewoon bemand schip op een tijdelijke brug. Na verloop van tijd zal de bemanning verdwijnen en gaat het schip eerst op afstand bediend worden waarna het vanaf 2024 volledig autonoom gaat varen. Het schip wordt bestuurd vanuit een monitoring- en operatiecentrum in het Noorse Horten.

## Oplevering
Eind 2020 werd het schip opgeleverd door de scheepsbouwer Vard. In december dat jaar deed DFDS Seaways een los- en laadproef in de haven van Brevik. Op 18 november 2021 maakte het nieuwe schip haar eerste en enige trip naar Oslo als onderdeel van de onthulling. In december dat jaar deed DFDS Seaways testen van de stabiliteit en het gedrag van het schip op zee. Op 29 april 2022 werd de Yara Birkeland feestelijk gedoopt in aanwezigheid van de Noorse kroonprins Haakon Magnus en ongeveer 800 gasten. In de lente van dat jaar werd het containerschip commercieel in gebruik genomen.

## Routes
Initieel zijn er twee routes gepland. De eerste is tussen Herøya en Brevik. Deze route is ongeveer 7 zeemijl of 13 kilometer. De tweede route is tussen Herøya en Larvik. Deze is ongeveer 30 zeemijl of 56 kilometer lang.

## Lading

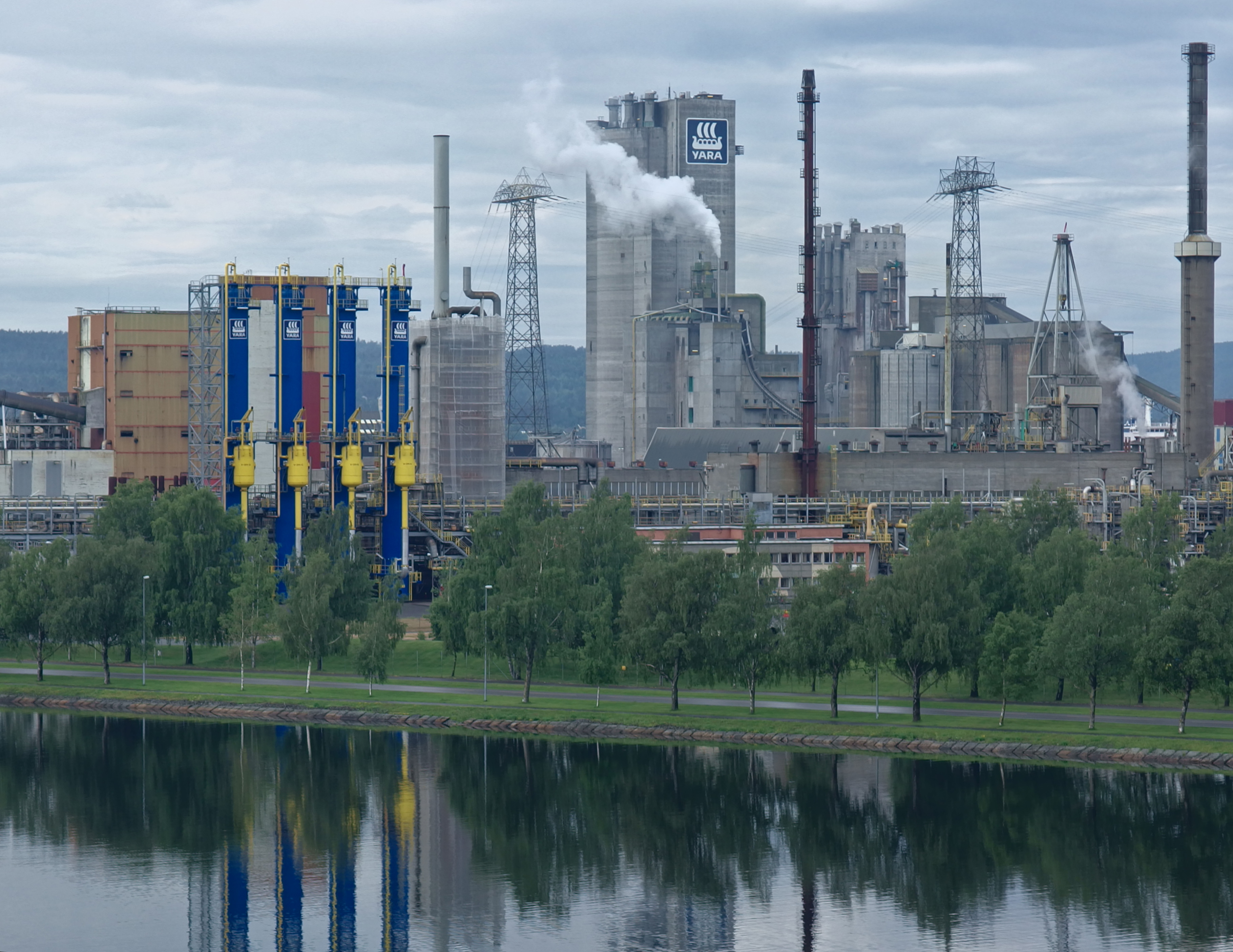
Ammoniakfabriek van Yara te Porsgrunn

De lading die het schip vervoert, komt uitsluitend van Yara. Meststoffen worden in containers van de fabriek in Porsgrunn naar de containerhavens van Brevik en Larvik vervoerd. Door het gebruik van het schip worden elk jaar 40.000 vrachtwagens van de baan gehouden.